# 福爾摩沙衛星二號
福爾摩沙衛星二號（FORMOSAT-2，縮寫為FS-2，簡稱福衛二號），原稱中華衛星二號（ROCSAT-2，簡稱華衛二號），2004年12月30日更名。是臺灣的一颗遙測衛星，同時也是臺灣自主擁有的第二顆人造衛星，2004年5月21日由美國加州西南邊范登堡空軍基地發射升空。福衛二號配備4個反應輪，至少必須使用3個反應輪來控制衛星的姿態，使衛星遙測照相機能精準指向照相標的來進行取像。由於當初選擇了可讓福衛二號南北繞地球十四圈、每天經過同一地點兩次的軌道，因此取像無法完全涵蓋全球地表，但使福衛二號成為當時唯一能拍攝南北極畫面以及可以對同一地點每天進行取像的人造衛星。
2016年6月21日5時20分（UTC+8），福衛二號的第一號反應輪出現功能異常情況，加上第三號反應輪已於2011年12月失效；以致福衛二號無法精準控制姿態執行任務，國家實驗研究院國家太空中心經討論後進行除役行政程序並提請科技部核定。2016年8月19日，國家實驗研究院國家太空中心宣布福衛二號正式除役，後由福衛五號接替。

## 基本資料

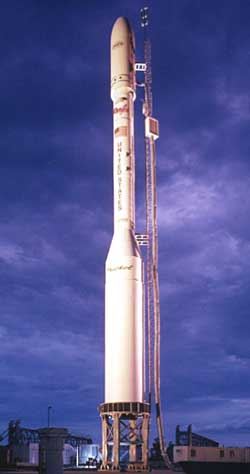
福衛二號裝於金牛座運載火箭內，等待發射。

- 衛星本體製造商：法國EADS Astrium公司
- 重量：760公斤左右（含酬載及燃料）。
- 形狀尺寸：六角柱形，高2.4米，外徑約1.6米（太陽電能板未展開時）。
- 軌道：高度891公里，太陽同步軌道，每日通過台灣上空二次。
- 繞行地球一週時間：約103分鐘。
- 遙測對地解析度：黑白影像2公尺，彩色影像8公尺。
- 影像拍攝圖幅≧24km；側視角範圍±45°，可進行立體攝影。

### 發射載具
委由美國軌道科學公司（Orbital Sciences Corp., OSC）提供發射服務，軌道科學公司所提供的發射載具為金牛座運載火箭，共有四節，包括最上端裝置衛星的酬載護罩，總長達35公尺（約十層樓高）。金牛座運載火箭使用固態燃料，總重約80公噸。

### 地面系統
主要設施有：任務操作中心、任務控制中心、飛行動態設施、地面通訊網路、科學控制中心及兩座S頻段遙傳追蹤與指令地面站景象處理中心等。國家太空中心地面系統亦透過對外通訊網路使用海外追蹤地面站來支援衛星任務的操作，並與各科學資料分散中心做資訊的傳輸。地面系統係採取開放式及模組式的軟硬體系統架構。

## 主要任務

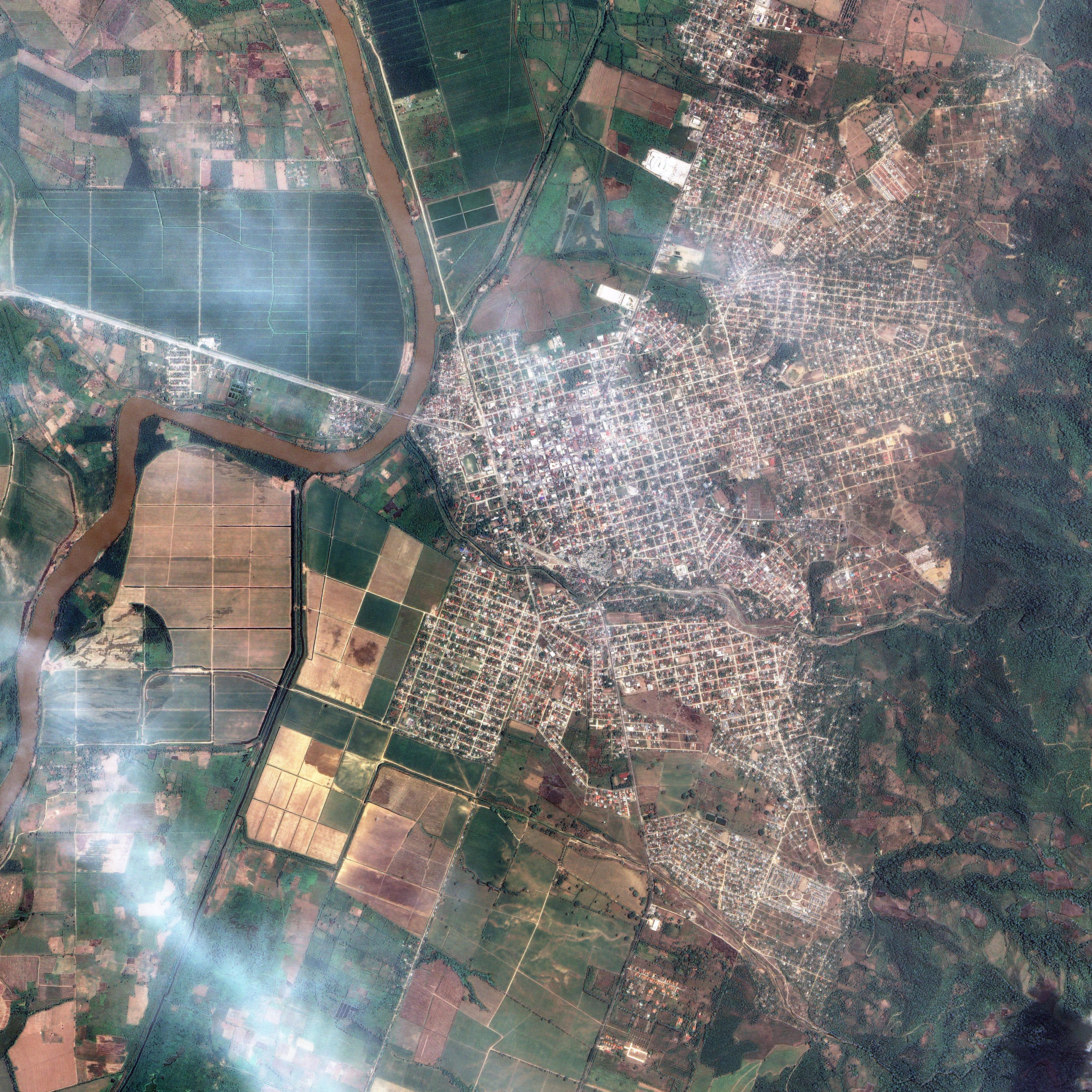
福衛二號所拍攝2009年宏都拉斯地震後埃爾普羅格雷索影像。

- 對台灣及全球陸地及海域進行近實時之遙測作業，它在白晝地區拍攝的影像資料可應用於國土規劃、資源探勘、環境保護、防災救災…等。當衛星運行到黑夜地區（eclipse）時，進行對高層大氣向上閃電之自然現象科學觀測，觀測結果提供做為科學實驗研究以及救災用途。

## 壽命
福衛二號的任務壽命原始規劃5年，後續替代的福爾摩沙衛星五號預定在2016年第三季升空承接任務，後延後至2017年8月25日。
2016年6月，福衛二號因調校數位相機伸縮鏡頭的感應輪毀損超過半數，無法調整拍照位置，7月太空中心聲明故障已無法修復，福衛二號在歷經12年的任務時間（預估壽命的2.5倍），8月19日正式除役。

## 外部連結
- 福衛二號計畫介紹
- ROCSAT-2 （页面存档备份，存于），NASA